# Georges Daniel Arnold
Pour les articles homonymes, voir Arnold.
Georges-Daniel Arnold (en allemand : Johann-Georg-Daniel Arnold), né le 18 février 1780 à Strasbourg et mort dans cette même ville le 18 février 1829, est un juriste et un homme de lettres alsacien. 
Il est considéré comme le « père du théâtre dialectal alsacien » et, plus largement, de la littérature en dialecte alsacien. 
Issu d'une famille peu fortunée, d'un père maître-tonnelier, docteur ès-lettres et en droit, professeur et doyen de la Faculté de Droit de Strasbourg, il était aussi membre du Directoire du Consistoire général de la confession d'Augsbourg.
Son œuvre a été distinguée par le prix Nathan Katz du patrimoine 2016. À cette occasion, Le Lundi de Pentecôte a été traduit pour la première fois en français pat Roger Siffer et Susanne Mayer (voir bibliographie).

## Biographie.
À partir de 1787, études au gymnase protestant de Strasbourg, interrompues à la suite de la fermeture dudit gymnase en 1794. Il souhaite alors poursuivre, très jeune, ses études à la faculté de droit de Strasbourg.
Le jeune Arnold adhère aux idées libérales de la « Société des jeunes amis de la Constitution ». Alors que ses amis étudiants, dont Ehrenfried Stoeber, poursuivent leurs études en Allemagne à Tübingen ou à Erlangen, Georges Daniel trouve un emploi en 1795 à la Préfecture en qualité de sous-chef de bureau de la guerre et de l'administration départementale du Bas-Rhin, avant de reprendre ensuite ses études de droit. Il en profite pour écrire une Chronique de la Révolution à Strasbourg de 1789 à 1795. Lors d'un séjour de trois années en Allemagne faites d'études à Göttingen et de voyages pendant les vacances, il rend visite à 
En automne 1803, il rejoint son maître et professeur Koch (membre du Tribunat) à Paris pour parfaire ses études de droit.
Le 1er septembre 1806, Arnold est nommé professeur de code civil à la Faculté de droit de Koblenz et appelé comme conseiller juridique auprès de Lezay-Marnésia, préfet du département de Rhin-et-Moselle. Il écrit la même année ses Notices littéraires et historiques sur les poètes alsaciens.
Schiller et à Goethe.

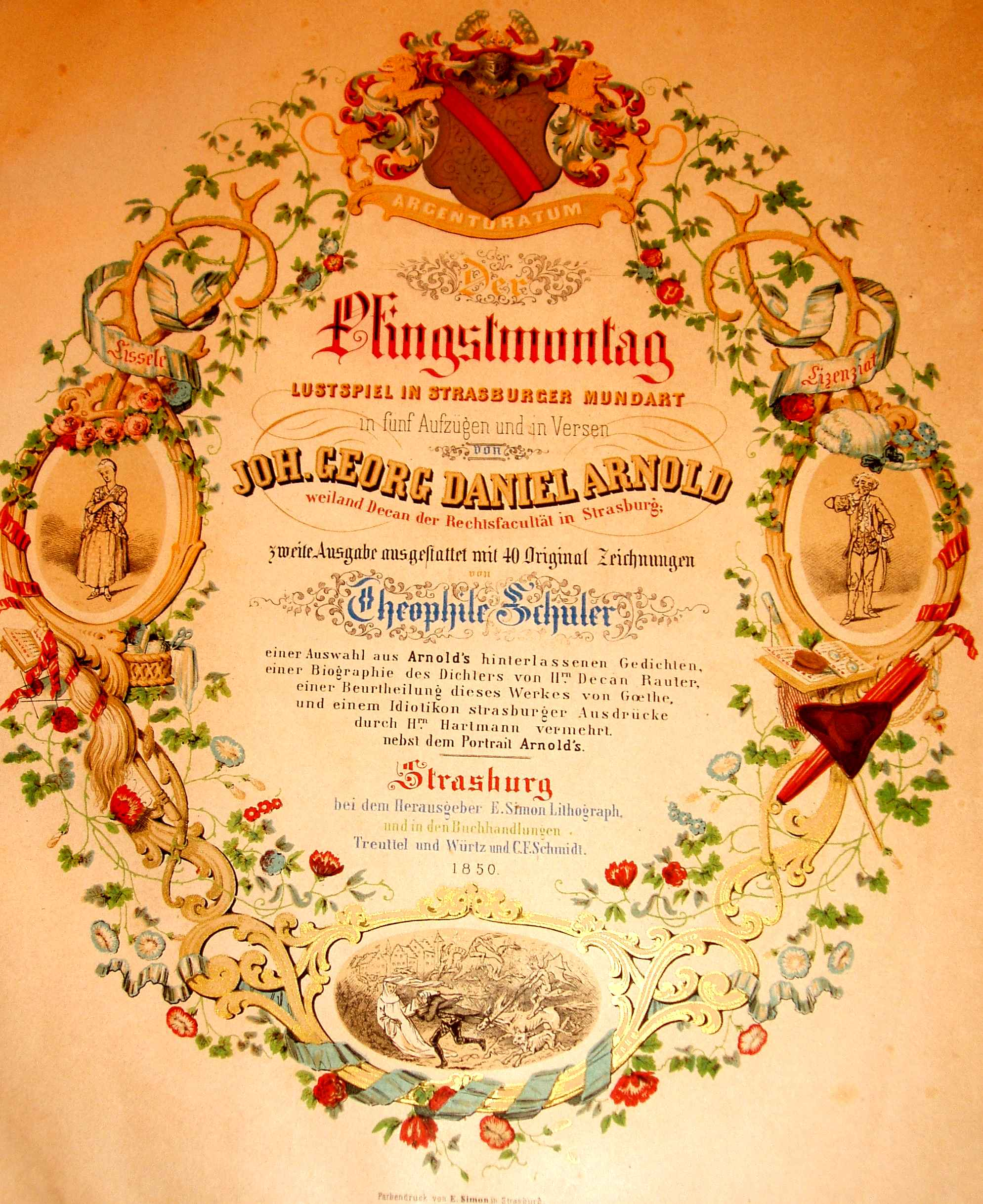
Livret du Pfingstmontag, 1850 (2e éd.)

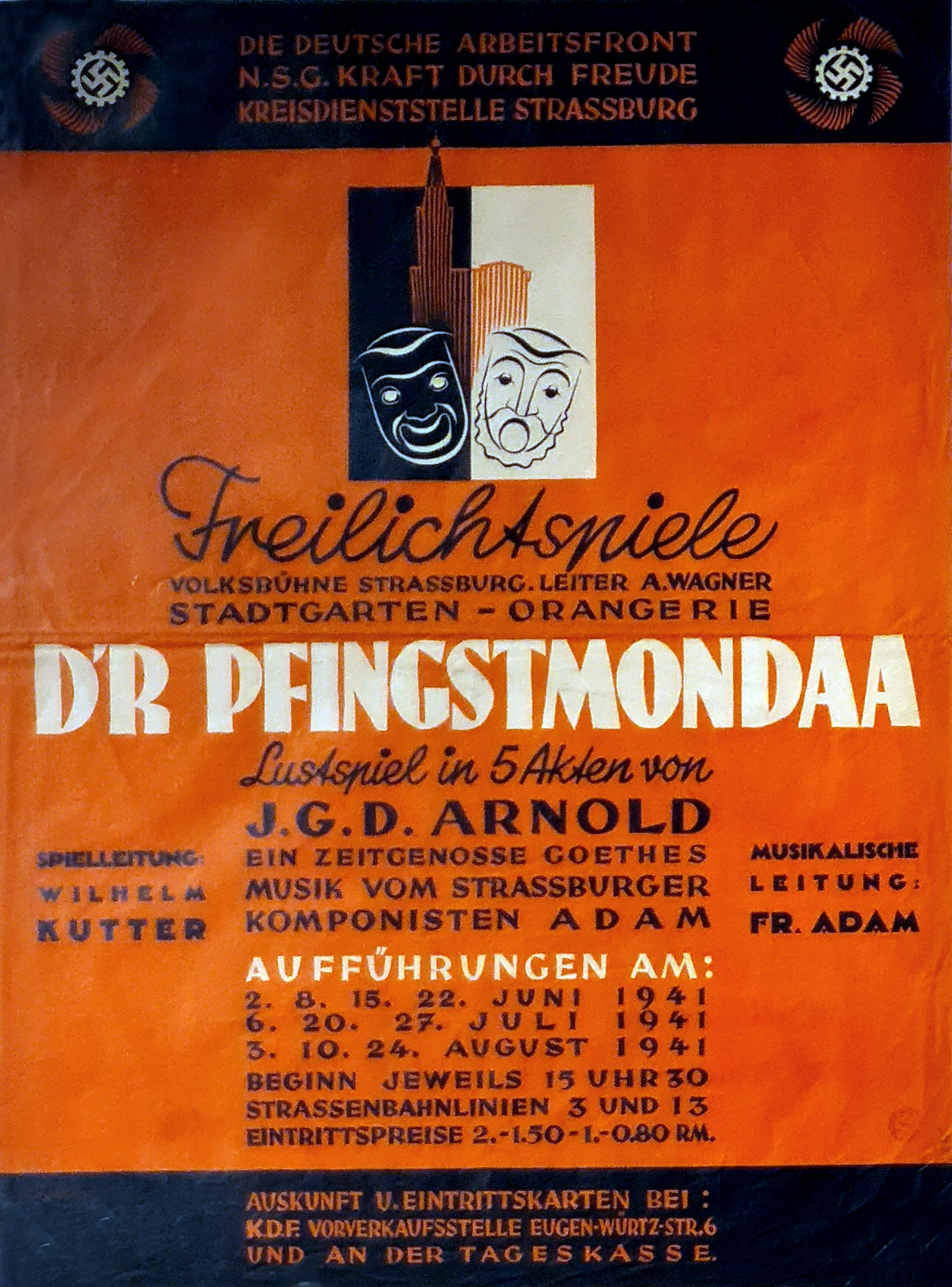
Représentation en plein air à l'Orangerie en 1941.

Rentré en Alsace à la suite de son ami Lezay-Marnésia, il est nommé en 1809 professeur d'histoire à la Faculté des lettres, puis professeur de droit romain à la Faculté de droit de Strasbourg en 1811.
En 1812, il publie à Strasbourg et Paris, un ouvrage en latin sur le Code civil Napoléon. Parallèlement, il publiera des poèmes en langue allemande.
Avec sa comédie en cinq actes Der Pfingstmontag (Le lundi de Pentecôte) publiée en 1816, il est considéré comme l'auteur de la première pièce de théâtre en dialecte alsacien. Il s'agit d'une histoire compliquée de mariage protestant, située à Strasbourg en 1789, pleine d'anecdotes quasi ethnographiques, qui permet de mettre en évidence les différences dialectales entre le Hochdeutsch d'un universitaire de Brème et les différentes variantes d'alsacien. Ce que Goethe saluera d'ailleurs dans un article élogieux dans sa revue Über Kunst und Altertum. L'ouvrage sera réédité onze fois entre 1816 et 1841, en Alsace, comme en Allemagne.
Il devient doyen de la Faculté de droit de Strasbourg en 1820.
Le 14 avril 1823, il épouse Amélie-Henriette Beisser à Ribeauvillé.
Il meurt subitement à Strasbourg, le jour de son 49e anniversaire, le 18 février 1829. Il est inhumé au cimetière Saint-Gall de Strasbourg, aux côtés de sa fille Marguerite Henriette Arnold, née le 28 juin 1825 et décédée le 19 février 1862.
La première représentation du Pfingstmontag n'aura lieu qu'en 1835.

## Hommages
En 1878, un monument fut érigé au cimetière Saint-Gall de Strasbourg grâce à une souscription publique. La statue, grandeur nature, est l'œuvre d'André Friedrich.
À Strasbourg, sur la place Saint-Étienne, le piédestal de la statue en bronze du Meiselocker porte d'un côté une effigie du peintre et illustrateur Théophile Schuler et de l'autre celle de Georges Daniel Arnold.
Dans la même ville, la place Arnold lui rend également hommage.

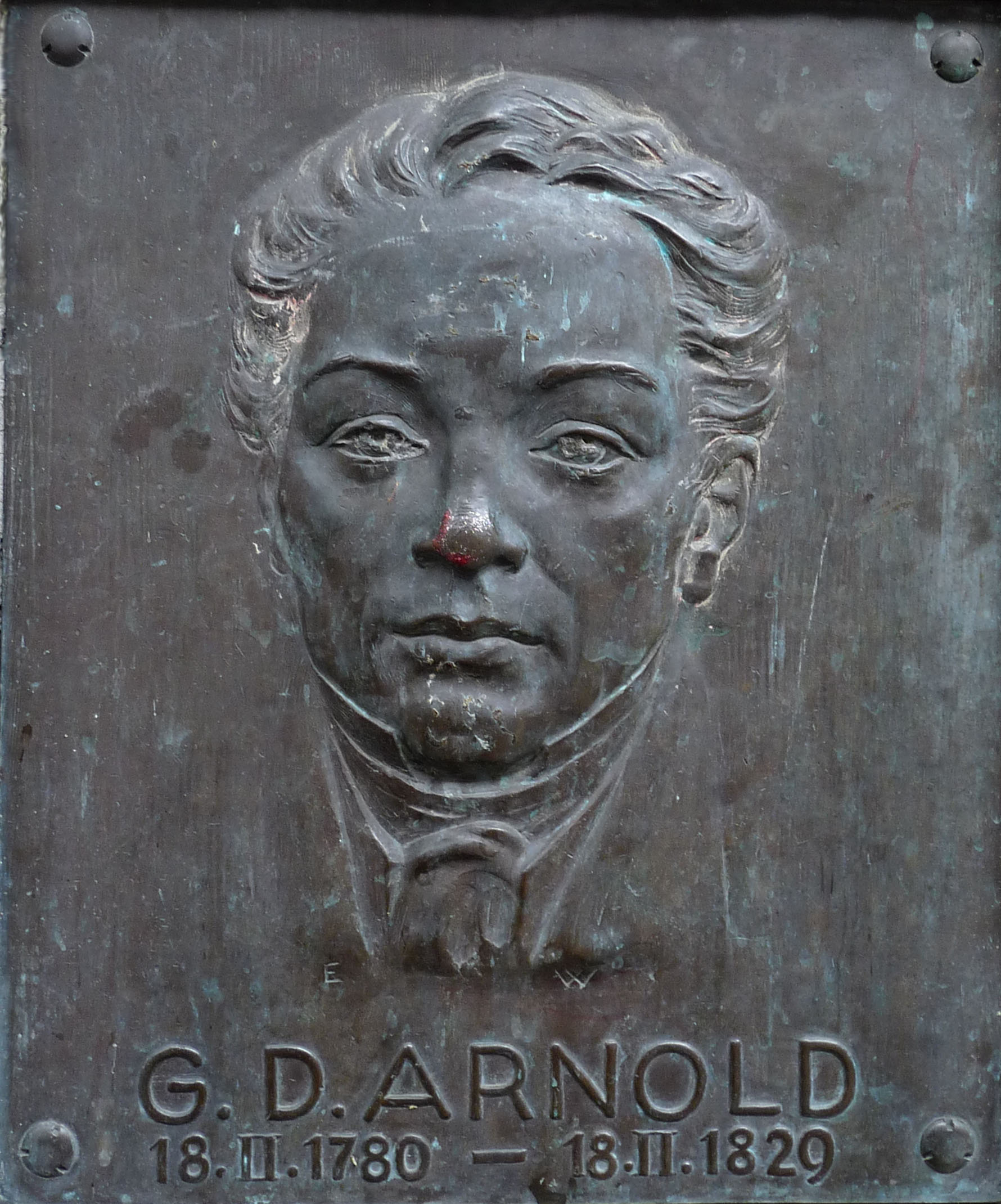
Effigie sur le piédestal du Meiselocker à Strasbourg.
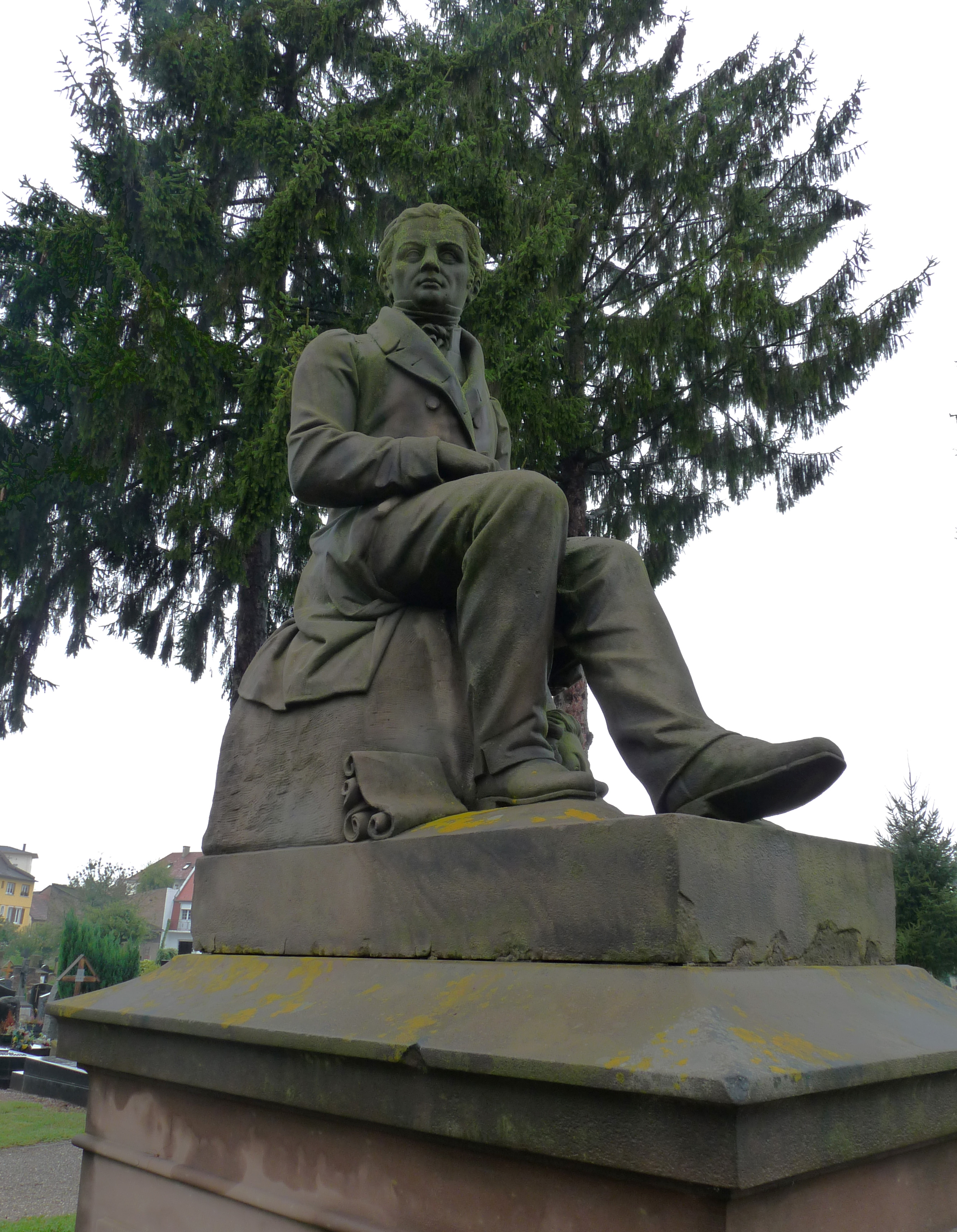
La statue d'André Friedrich.

## Œuvres
- Idées sur les améliorations don serait susceptible le plan d'enseignement suivi par les facultés de droit, 1809
- Der Pfingstmontag. Lustspiel in Strassburger Mundart in fuenf Aufzuegen und in Versen. Nebst einem die eigenthuemlichen einheimischen Ausdruecke erklaerenden Wœrterbuche, 1816
- Gedichte (poèmes publiés en 2001)

## Traduction en langue française
- Georges-Daniel Arnold, Le Lundi de Pentecôte, précédé d’un texte de Goethe, « Sur le Lundi de Pentecôte d’Arnold », traduit et présenté par Susanne Mayer et Roger Siffer, préface de Dominique Huck, Éditions Arfuyen, coll. "Neige", Paris-Orbey, 2016.  Prix Nathan Katz du Patrimoine 2016.

## Pour approfondir